# Athetis bicolor
Athetis bicolor là một loài bướm đêm trong họ Noctuidae.